# Molnár János (teológiai tanár)
Alsó-csernátoni Molnár János (Marosvásárhely, 1825. február 6. – Kászonjakabfalva, 1863. szeptember 1.) református teológiai tanár.

## Élete
Molnár Sámuel teológiai tanár és Antal Borbála fia. Tanulását szülővárosában kezdette és Nagyenyeden folytatta; élvezte a Naláczy-féle ösztöndíjat, osztálytanító volt a legfelső osztályban és három évig könyvtárnok. 1847-ben Bécsbe ment az orvosi pályára; de 1848-ban az ottani mozgalom miatt hazajött és 1850-ben mint püspöki titkár Marosvásárhelyt letette a papi szigorlatot. Innét hívta meg a marosvásárhelyi református kollégium elöljárósága 1852. február 25-én, Török János elfogatása után az általa tanított bölcselet-teológiai tantárgyak folytatólagos előadására és a görög nyelv tanítására. 1859- és 1860-ban vizsgáló elnök volt a Marosvásárhelyt és Bonyhán tartott zsinatokon és az elsőn fölszenteltette magát pappá. 1863 nyarán Kászonjakabfalvára ment, hogy meggyengült egészségét helyreállítsa; azonban ugyanott szeptember 1-jén meghalt.
Cikke a Marosvásárhelyi Füzetekben (I. 1860. 58-87. és 144-162. l. Hazaszeretet növelési szempontból, Diszterweg után viszonyainkra alkalmazva).
Kéziratban: Gyászbeszédek gr. Teleki László, Moós István ügyvéd, Szász István tanár felett; a Kazinczy-ünnepen tartott beszéde; temetési és más templomi imák; iskolai évnyitó és évzáró beszédek.